# Soraya Arnelas
Soraya Arnelas (Valencia de Alcántara, 13 september 1982) is een Spaanse zangeres. Ze bracht haar debuutalbum Corazón de fuego uit in 2005. Ze heeft in 2009 haar land vertegenwoordigd op het Eurovisiesongfestival 2009 met het nummer La noche es para mí van haar vierde album Sin miedo.

## Biografie
Arnelas deed in 2005 mee met het vierde seizoen van Operación Triunfo, een Spaans televisieprogramma waarbij men op zoek is naar zangtalent. Ze eindigde op de tweede plaats, tot dan werkte zij bij een Spaanse luchtvaartmaatschappij als stewardess.
Op 5 december 2005 bracht ze haar debuutalbum Corazón de fuego uit. Het album is opgenomen in Miami en geproduceerd door Kike Santander. Het album werd meer dan 120.000 keer verkocht en het bereikte platinastatus. Op 21 november 2006 volgde haar tweede album Ochenta's met covers van nummers uit de jaren 80 evenals nieuwe nummers. Ook dit album behaalde platina. De singles van dit album waren een cover van Self control (van Laura Branigan) en een cover van Call me (van Spagna). Ochenta's was haar eerste album in het Engels.
Op 11 september 2007 werd het album Dolce vita uitgebracht met opnieuw hits uit de jaren 80, zoals covers van I should be so lucky (Kylie Minogue), Girls just want to have fun (Cyndi Lauper), Sweet dreams (Eurythmics) en Dolce Vita (Ryan Paris).
Het vierde album, Sin miedo, volgde op 14 oktober 2008 met 12 nieuwe nummers, waarvan 10 in het Spaans en 2 in het Engels. Het album is geproduceerd door DJ Sammy. In het nummer Caminaré zingt ze samen met Kate Ryan. Het nummer La noche es para mí werd in 2009 als single uitgebracht. Met dit nummer heeft Arnelas ook Spanje vertegenwoordigd op het Eurovisiesongfestival 2009. Ze werd op 1 na laatste: ze eindigde op de 24e plaats met 23 punten.

## Discografie

### Albums
- Corazón de fuego (2005)
- Ochenta's (2006)
- Dolce vita (2007)
- Sin miedo (2008)
- Dreamer (2010)
- Dreamer reloaded (2011)

### Singles
- Mi mundo sin ti (Corazón de fuego, 2005)
- Corazón de fuego (Corazón de fuego, 2006)
- Self control (Ochenta's, 2006)
- Call me (Ochenta's, 2007)
- La dolce vita (Dolce vita, 2007)
- Words (don't come easy) (Dolce vita, 2008)
- Sin miedo (Sin miedo, 2008)
- La noche es para mí (Sin miedo, 2009)
- Caminaré (feat Kate Ryan) (Sin miedo, 2009)
- Feeling You (Radio Edit) [feat. Soraya] (2012)